# Arne Tuft
Arne Tuft (ur. 16 stycznia 1911 w Hønefoss, zm. 23 czerwca 1989 w Oslo) − norweski biegacz narciarski, olimpijczyk.

## Kariera
Igrzyska olimpijskie w Garmisch-Partenkirchen w 1936 były pierwszymi i zarazem ostatnimi w jego karierze. W swoim jedynym starcie na tych igrzyskach, w biegu na 50 km zajął 6. miejsce.
Wystąpił również na mistrzostwach świata w 1937 w Chamonix i na mistrzostwach świata w 1938 w Lahti, ale bez sukcesów.
Jego wnuk Svein Tuft reprezentował Kanadę w kolarstwie szosowym na igrzyskach olimpijskich w 2008 w Pekinie

## Osiągnięcia

### Igrzyska olimpijskie
| Miejsce | Dzień     | Rok  | Miejscowość            | Konkurencja             | Wynik   | Strata | Zwycięzca    |
| ------- | --------- | ---- | ---------------------- | ----------------------- | ------- | ------ | ------------ |
| 6.      | 15 lutego | 1936 | Garmisch-Partenkirchen | 50 km stylem klasycznym | 3:41:18 | +11:05 | Elis Wiklund |